# Basch-Tabia-Festung

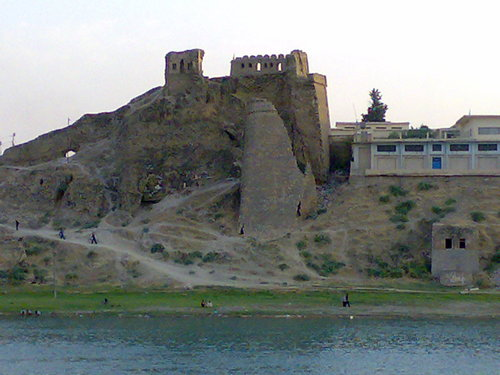
Basch-Tabia (2014)

Die Basch-Tabia-Festung, auch als Paschtabia-Burg bekannt, war eine archäologische Stätte aus dem 12. Jahrhundert am Westufer des Flusses Tigris innerhalb der Stadtmauern von Mossul, welche im April 2015 von der Terrororganisation Islamischen Staat (IS) zerstört wurde. Der Bau galt als Wahrzeichen der Stadt und trug als beliebtes Touristenziel zur Identität Mossuls bei.
Die Festung wurde im 12. Jahrhundert als einer von sieben Burgen innerhalb der Stadtmauern von Mossul errichtet. 1393 wurde es von Tamerlan zerstört, jedoch zur Zeit des Osmanischen Reiches wiederaufgebaut. Es war eine der wenigen bis heute übriggebliebenen Teile der Stadtmauern von Mossul.
Bei der schlagartigen Einnahme Mossuls durch den Islamischen Staat am 10. Juni 2014 wurde das Bauwerk beschädigt, einen Monat später wurden am 10. Juli die Mauern durch einen Lenkflugkörper und am 23. Juli durch eine unbemannte Drohne attackiert. Im April 2015 berichtete das irakische Kulturministerium, dass das Gebäude durch den Islamischen Staat als Teil ihrer Kampagne gegen historisches Kulturerbe gesprengt wurde.